# Ziggy Stardust - The Motion Picture
| Recensione   | Giudizio |
| ------------ | -------- |
| Ondarock     |          |
| AllMusic     |          |
| Sputnikmusic |          |

Ziggy Stardust - The Motion Picture è un album live del cantautore inglese David Bowie, registrato all'Hammersmith Odeon di Londra il 3 luglio 1973 durante l'ultimo concerto dell'Aladdin Sane Tour e pubblicato nell'ottobre 1983 dalla RCA Records.
Distribuito come colonna sonora del film concerto Ziggy Stardust and the Spiders from Mars, l'album documenta l'ultima esibizione di Bowie con gli Spiders from Mars al completo.

## Storia
Con il cosiddetto "Farewell Speech", il discorso di addio pronunciato prima di Rock 'n' Roll Suicide, il 3 luglio 1973 David Bowie si congedò dal suo pubblico vestendo per l'ultima volta i panni di Ziggy Stardust, anche se una specie di momentanea "resurrezione" del suo alter ego sarebbe avvenuta ad ottobre in occasione del 1980 Floor Show.
Il disco, che documenta quello che viene considerato il più celebre concerto nella carriera di Bowie, fu registrato dal produttore Ken Scott e un primo mixaggio venne effettuato alla fine dell'anno con l'aiuto di Mike Moran. Il progetto di un doppio LP intitolato Bowie-ing Out da far uscire nel febbraio 1974 venne abbandonato fino al 1981, quando cominciò a prendere corpo l'idea di distribuire il video del concerto e di accompagnarne l'uscita con la colonna sonora.
Bowie decise di mixare nuovamente l'album allo studio Hit Factory di New York con Tony Visconti, che definì il procedimento un "lavoro di salvataggio". «La qualità del suono era modesta ed io fui chiamato a rinforzarla», spiegò Visconti, «il che comportò che David ed io fummo costretti a rifare le parti di accompagnamento vocale, cantandole noi stessi. Erano semplicemente incise male sul nastro, in parte perché Trevor Bolder e Mick Ronson non cantavano nei microfoni!»
Nel disco e nel video avrebbe dovuto comparire anche Jeff Beck, che nel concerto si era unito al gruppo per contribuire ai bis di The Jean Genie e Round and Round prima del discorso finale di Bowie. Tony Visconti ha rivelato in seguito che prima della distribuzione dell'album il chitarrista non era soddisfatto del suo assolo per cui gli fu consentito di ripeterlo «...per scoprire poi che l'obiezione di Beck riguardava in realtà i suoi pantaloni a zampa d'elefante e stava cercando un modo per farsi tagliare dal film!» Come risultato venne posto il veto alla pubblicazione del suo contributo nel video e, di conseguenza, nella colonna sonora. Ad oggi l'unico disco in cui è presente parte del duetto con Jeff Beck rimane il bootleg His Master's Voice del 1974.

## Accoglienza
L'album venne infine pubblicato nell'ottobre 1983 dalla RCA Records, decisa a sfruttare il successo planetario ottenuto da Let's Dance, e l'uscita fu accompagnata dal singolo White Light/White Heat con Cracked Actor come lato B. Oltre ad arrivare al 17º posto in classifica nel Regno Unito raggiunse il 39º in Nuova Zelanda e il 42º in Svezia.
Così come nel video vennero esclusi i bis con Jeff Beck e per poter sistemare i brani sul vinile Changes venne spostata dal suo giusto posto in scaletta, dopo Moonage Daydream, e inserita come brano d'apertura del lato B del secondo disco, mentre la durata di The Width of a Circle venne ridotta a meno di 10 minuti rispetto agli oltre 14 minuti originali.
L'album è stato successivamente distribuito due volte su CD in versione rimasterizzata: la prima dalla EMI/Rykodisc nell'agosto 1992, la seconda nell'aprile 2003 dalla EMI/Virgin in occasione del 30º anniversario, con la versione completa di The Width of a Circle, il "Farewell Speech" e con Changes nella giusta posizione in scaletta. Lo stesso anno, sia in Europa che negli Stati Uniti è uscita anche una Special Edition che includeva un booklet di 12 pagine, un poster e la copia del biglietto del concerto.

## Tracce
Testi e musiche di David Bowie, tranne dove diversamente indicato.
Disco 1
Lato A
1. Hang On to Yourself – 2:56
2. Ziggy Stardust – 3:09
3. Watch That Man – 4:10
4. Medley – 6:37

Lato B
1. Moonage Daydream – 6:17
2. Space Oddity – 4:51
3. My Death – 6:01 (E. Blau, J. Brel, M. Shuman)

Disco 2
Lato A
1. Cracked Actor – 2:52
2. Time – 5:20
3. The Width of a Circle – 9:39

Lato B
1. Changes – 3:35
2. Let's Spend the Night Together – 3:08 (M. Jagger, K. Richards)
3. Suffragette City – 3:06
4. White Light/White Heat – 3:55 (Lou Reed)
5. Rock 'n' Roll Suicide – 4:30

### Tracce della riedizione 2003
Testi e musiche di David Bowie, tranne dove diversamente indicato.
CD 1
1. Intro (Inclusa la nona sinfonia di Beethoven arrangiata ed eseguita da Wendy Carlos) – 1:05
2. Hang On to Yourself – 2:55
3. Ziggy Stardust – 3:19
4. Watch That Man – 4:14
5. Wild Eyed Boy from Freecloud – 3:15
6. All the Young Dudes – 1:38
7. Oh! You Pretty Things – 1:46
8. Moonage Daydream – 6:25
9. Changes – 3:36
10. Space Oddity – 5:05
11. My Death – 7:20 (E. Blau, J. Brel, M. Schuman)

CD 2
1. Intro (Inclusa l'Overture del Guglielmo Tell di Gioachino Rossini) – 1:01
2. Cracked Actor – 3:03
3. Time – 5:31
4. The Width of a Circle – 15:45
5. Let's Spend the Night Together – 3:02 (M. Jagger, K. Richards)
6. Suffragette City – 4:32
7. White Light/White Heat – 4:01 (Lou Reed)
8. Farewell Speech – 0:39
9. Rock 'n' Roll Suicide – 5:17

## Formazione
- David Bowie - voce, chitarra, armonica, sassofono
- Mick Ronson - chitarra, cori
- Trevor Bolder - basso
- Mick Woodmansey - batteria
- Mike Garson - tastiere
- John Hutchinson - chitarra ritmica, cori
- Brian Wilshaw - sassofono, flauto
- Ken Fordham - sassofono
- Geoffrey MacCormack - percussioni, cori